# Степанов, Илья Александрович
Илья́ Алекса́ндрович Степа́нов (укр. Ілля Олександрович Степанов; род. 24 января 1970, Харьков) — украинский шашист, специализирующийся на русских шашках. Двукратный чемпион Украины 1993 и 1995 годов, Чемпион и призер чемпионатов СССР среди юношей, участник чемпионатов СССР и чемпионатов Мира.
Гроссмейстер по русским шашкам.

## Спортивная биография
Начал заниматься шашками в 1977 году в харьковском дворце пионеров им. Постышева, первые тренеры — Виктор Борисович Добрынин и Владимир Иванович Харько.
1982 год — кандидат в мастера спорта.
1985 год — мастер спорта СССР.
1994 год — гроссмейстер, мастер спорта международного класса Украины, мастер IDF.
Участник чемпионатов СССР и чемпионатов мира по русским шашкам.
Лучшие результаты (русские шашки):
− 1986 год (Симферополь) — Чемпион Украины среди юношей
− 1986 год (Челябинск) — бронзовый призер чемпионата СССР среди юношей
− 1987 год (Северодонецк) — Чемпион СССР среди юношей
− 1988 год (Кишинёв) — бронзовый призер чемпионата СССР среди юношей
− 1990 год (Киев) — бронзовый призер чемпионата УССР
− 1993 год (Ивано-Франковск) — Чемпион Украины
− 1993 год (Пинск) — 4-5 место в чемпионате мира
− 1995 год (Киев) — Чемпион Украины